# آرانوس بوگولوبوفس
آرانوس بوگولوبوفس (روسی: Арон Гершевич Боголюбов؛ زادهٔ ۳۰ دسامبر ۱۹۳۸) جودوکار لتونیایی‌تبار اهل شوروی بود.